# Nxamasere
Nxamasere is een dorp in het district North-West in Botswana. De plaats telt 1584 inwoners (2011).